# Stepan Romanowitsch Nadolski
Stepan Romanowitsch Nadolski (russisch Степан Романович Надольский; * 1. Dezemberjul. / 13. Dezember 1882greg. in Uschur; † 1943 bei Rubzowsk) war ein russisch-sowjetischer Bildhauer.

## Leben
Nadolskis Vater, der polnischer Graf und Grundherr in der Nähe von Tschenstochau war, hatte am polnischen Januaraufstand 1863/1864 teilgenommen, worauf er in die Festung Schlüsselburg und dann als Verbannter ins Abakaner Hüttenwerk kam. Nadolskis Mutter war Chakassin.
Nadolski besuchte das Gymnasium in Krasnojarsk und ging dann nach Moskau, wo er in die Plastik-Klasse der Zentralen Stroganow-Kunst-Gewerbe-Schule eintrat. 1904 begann er in St. Petersburg als Externer an der Kunsthochschule der Kaiserlichen Akademie der Künste Bildhauerei bei Wladimir Beklemischew und Zeichnen im Atelier Jan Ciąglińskis zu studieren.
Während der Russischen Revolution 1905 war Nadolski im Winter 1905 auf den Barrikaden auf der St. Petersburger Wassiljewski-Insel. Er wurde 1906 verhaftet und kam ins Kresty-Gefängnis. 1907 wurde er aus St. Petersburg verbannt, worauf er in Moskau lebte. Mit anderen organisierte er das Artel der Architekten und Bildhauer zur gegenseitigen Unterstützung bei Plastik- und Steinarbeiten. Für Nikolai Schutzmanns Denkmalprojekt für die Verteidiger Smolensks im Vaterländischen Krieg 1812 schuf Nadolski die Skulpturengruppe mit dem Adler. Das Denkmal wurde 1913 in Smolensk eingeweiht. Nadolski arbeitete in Abramzewo im Keramik-Atelier Sawwa Mamontows.
Nach der Oktoberrevolution während des Bürgerkriegs fuhr Nadolski nach Sibirien, um nach Marmor zu suchen. 1918–1923 lebte er zunächst in Bijsk und dann in Barnaul. Er lehrte an der Kunstschule und schuf Porträt-Skulpturen und Lenin- und Marx-Denkmäler. 1921 fertigte er ein Basrelief mit Arbeitern und Bauern für das Tympanon des Barnauler Revolutionspalasts an (jetzt Rathaus). Ab 1924 lebte Nadolski in Nowonikolajewsk. 1926 schuf er die Statuen eines Arbeiters und eines Bauern für das Gebäude des lokalen KPdSU-Komitees (jetzt Kunstmuseum Nowosibirsk). 1931 kehrte er nach Moskau zurück.
Nadolski schuf die Skulpturen des ein Buch lesenden Oiroten und einer Melkerin für den Sibirischen Pavillon der Allunionslandwirtschaftsausstellung in Moskau. 1933 wurde er in die Union der Künstler der UdSSR aufgenommen. 1939 fertigte er das Relief für den sowjetischen Pavillon auf der 1939 New York World’s Fair an.
Als Nadolski in den Altai geschickt wurde, um nach Materialien für den dann nicht gebauten Palast der Sowjets zu suchen, starb er 1943 auf dem Weg nach Barnaul auf  einem Bahnhof bei Rubzowsk.
Werke Nadolskis sind im Staatlichen Kunstmuseum in Nowosibirsk ausgestellt.

## Werke (Auswahl)

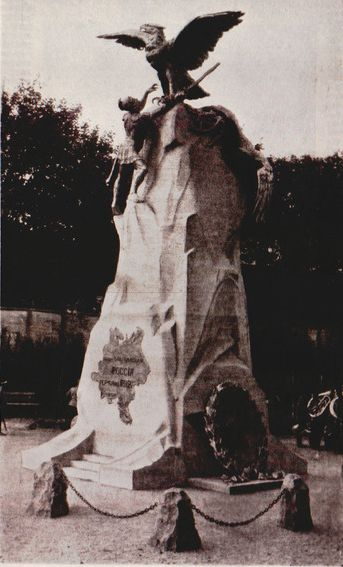
Denkmal der Verteidiger von Smolensk
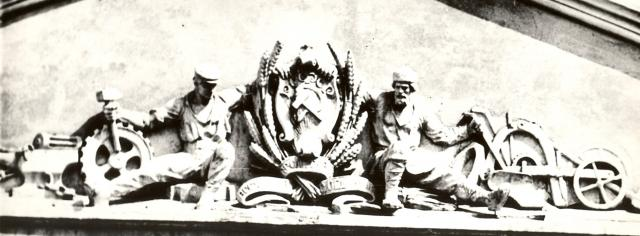
Tympanon des Barnauler Rathauses